# Mocsest
Mocsest (Moțești), település Romániában, a Partiumban, Bihar megyében.

## Fekvése
Kiskoh nyugati szomszédjában fekvő település.

## Története
Mocsest korábban Kiskoh része volt.
1956-ban 186 lakosa volt.
A 2002-es népszámláláskor 116 román lakosa volt.